# Angelo Marchetti

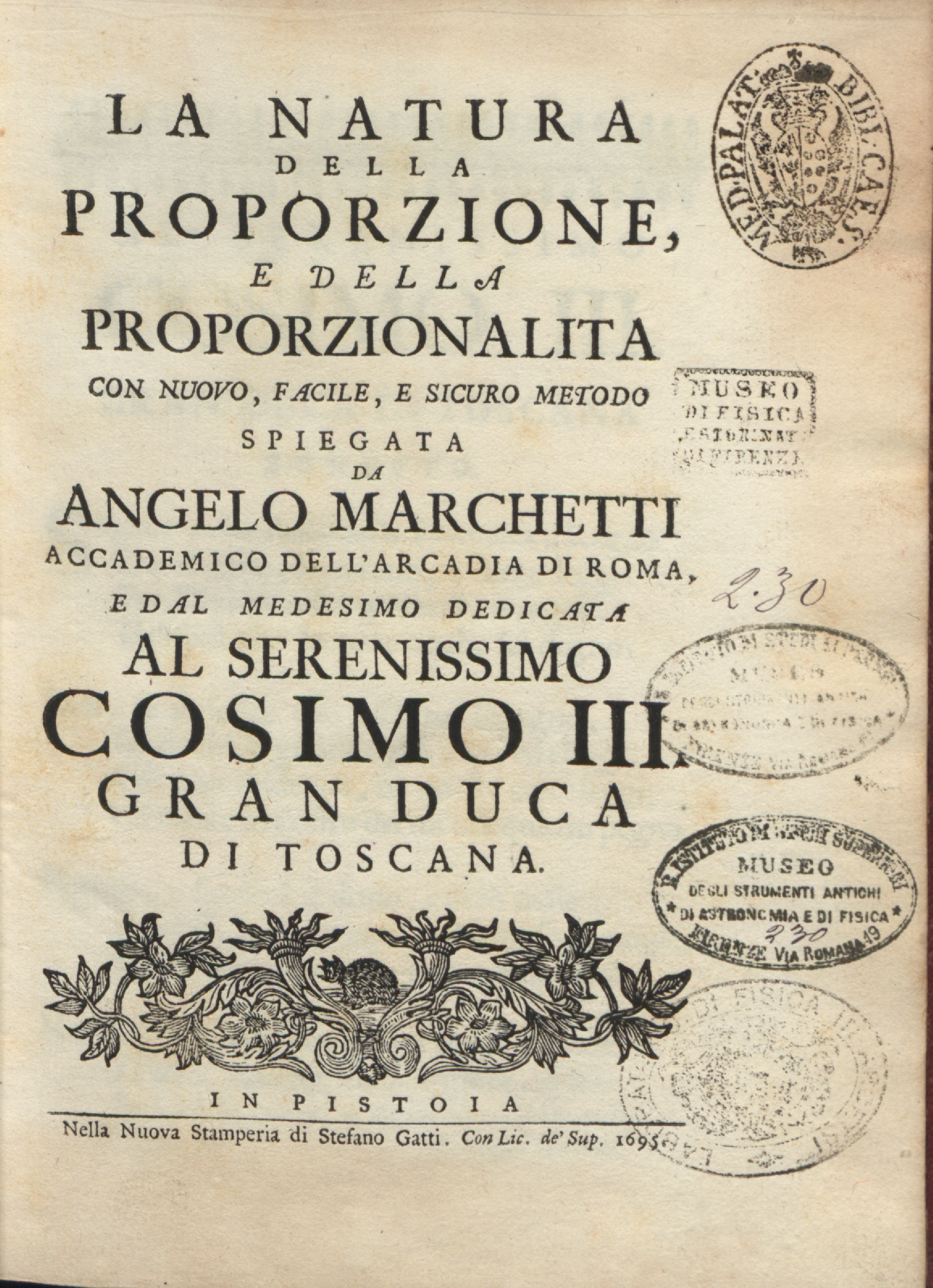
La natura della proporzione, 1695

Angelo Marchetti (1674 – 1753) è stato un matematico e cosmografo italiano, originario di Pistoia.

## Biografia
Primogenito del matematico Alessandro Marchetti e di sua moglie Lucrezia de' Cancellieri, sposatisi nel 1672, Angelo nacque nel 1674.
Come il padre Alessandro, anche Angelo compose poesie, divenne membro dell'Accademia dell'Arcadia a Roma nonché scienziato e professore di matematica all'Università di Pisa.

## Opere
- Prove delle conclusioni intorno a' momenti de' gravi sopra i piani declivi, Firenze, Garbo all'insegna della Stella, 1688.
- La natura della proporzione, e della proporzionalita con nuovo, facile, e sicuro metodo, Pistoia, Stefano Gatti, 1695.
- Breve introduzione alla cosmografia, Pistoia, Atto Bracali, 1738.
- Succinto trattato di navigazione, Pistoia, Atto Bracali, 1738.